# والیبال در المپیک تابستانی ۲۰۰۸
والیبال در بازی‌های المپیک تابستانی ۲۰۰۸ نام رویداد ورزش والیبال در بازی‌های المپیک تابستانی بود که در سال ۲۰۰۸ برگزار شد. این مسابقات در پکن از ۹ تا ۲۴ اوت سال ۲۰۰۸ برگزار شد.

## جدول مدال‌ها
| رتبه  | کشور                | طلا | نقره | برنز | مجموع |
| ۱     | ایالات متحده آمریکا | ۳   | ۱    | ۰    | ۴     |
| ۲     | برزیل               | ۱   | ۲    | ۱    | ۴     |
| ۳     | چین                 | ۰   | ۱    | ۲    | ۳     |
| ۴     | روسیه               | ۰   | ۰    | ۱    | ۱     |
| مجموع | مجموع               | ۴   | ۴    | ۴    | ۱۲    |